# Rafael Areñas i Miret
Rafael Areñas Miret (Barcelona, 13 de febrer de 1846 – Barcelona, 2 d'abril de 1891) va ser un professional de la fotografia que desenvolupà la seva activitat al llarg de la segona meitat del segle xix. És fill d'Alejandro Areñas Stenue, originari de Barcelona, i Margarita Miret Medina, natural de Es Castell os (Menorca). Tot i que la major part de la seva activitat professional va tenir lloc a Barcelona, el seu reconeixement traspassà les fronteres nacionals. Es té evidència d'això a partir de la seva participació en les Exposicions Universals de París (anys 1878 i 1889), així com a l'Exposició de Matanzas a Cuba (1881) o a l'Exposició de Bordeus de l'any 1882.
Per a entendre millor l'abast de la trajectòria de l'artista s'ha de tenir en compte la seva relació amb altres intel·lectuals i professionals de l'època, com ara l'actor Iscle Soler, potenciada pel reconeixement de l'estatus professional del fotògraf sumat a l'augment de la seva presència en els mitjans de comunicació. L'entrada en el negoci de Rafael Areñas Tona, fill del fotògraf, suposarà la continuïtat d'un llegat que es va mantenir gràcies a l'activitat de la vídua de Rafael Areñas, Maria Tona. Actualment la seva obra es troba arxivada a institucions públiques com la Biblioteca de Catalunya, l'Arxiu Fotogràfic de Barcelona i col·leccions privades. També el Centre de Documentació i Museu de les Arts Escèniques conserva 230 fotografies originals de l'artista.

## Biografia i recorregut professional
Rafel Areñas Miret, fill de Margarita Miret Medina i Alejandro Areñas Stenue, va néixer el 13 de febrer de 1846 i morí el 1891 a Barcelona. Era germà d'Alejandro Areñas Miret, el qual regentava una acadèmia de ball al Carrer Obradors i Querubín Areñas Miret, vicesecretari de la Institució d'Escoles Laiques d'Antoni Tudury Pons. El fotògraf es va casar amb Maria Tona, unió de la qual nasqué Rafael Areñas Tona (1883-1938), que va continuar el negoci familiar del seu pare.
|  |  |  |  |  |  |                     |                     |                     |                     |                     |                     |  |  |                     |                     |                     |                     | Margarita Miret Medina | Margarita Miret Medina | Margarita Miret Medina | Margarita Miret Medina | Margarita Miret Medina | Margarita Miret Medina |                        |                        |                        |                        |                        |                        | Alejandro Areñas Stenue | Alejandro Areñas Stenue | Alejandro Areñas Stenue | Alejandro Areñas Stenue | Alejandro Areñas Stenue | Alejandro Areñas Stenue |                       |                       |  |  |  |  |
|  |  |  |  |  |  |                     |                     |                     |                     |                     |                     |  |  |                     |                     |                     |                     | Margarita Miret Medina | Margarita Miret Medina | Margarita Miret Medina | Margarita Miret Medina | Margarita Miret Medina | Margarita Miret Medina |                        |                        |                        |                        |                        |                        | Alejandro Areñas Stenue | Alejandro Areñas Stenue | Alejandro Areñas Stenue | Alejandro Areñas Stenue | Alejandro Areñas Stenue | Alejandro Areñas Stenue |                       |                       |  |  |  |  |
|  |  |  |  |  |  |                     |                     |                     |                     |                     |                     |  |  |                     |                     |                     |                     |                        |                        |                        |                        |                        |                        |                        |                        |                        |                        |                        |                        |                         |                         |                         |                         |                         |                         |                       |                       |  |  |  |  |
|  |  |  |  |  |  |                     |                     |                     |                     |                     |                     |  |  |                     |                     |                     |                     |                        |                        |                        |                        |                        |                        |                        |                        |                        |                        |                        |                        |                         |                         |                         |                         |                         |                         |                       |                       |  |  |  |  |
|  |  |  |  |  |  | Maria Tona Tarruell | Maria Tona Tarruell | Maria Tona Tarruell | Maria Tona Tarruell | Maria Tona Tarruell | Maria Tona Tarruell |  |  | Rafael Areñas Miret | Rafael Areñas Miret | Rafael Areñas Miret | Rafael Areñas Miret | Rafael Areñas Miret    | Rafael Areñas Miret    |                        |                        |                        |                        | Alejandro Areñas Miret | Alejandro Areñas Miret | Alejandro Areñas Miret | Alejandro Areñas Miret | Alejandro Areñas Miret | Alejandro Areñas Miret |                         |                         | Querubín Areñas Miret   | Querubín Areñas Miret   | Querubín Areñas Miret   | Querubín Areñas Miret   | Querubín Areñas Miret | Querubín Areñas Miret |  |  |  |  |
|  |  |  |  |  |  | Maria Tona Tarruell | Maria Tona Tarruell | Maria Tona Tarruell | Maria Tona Tarruell | Maria Tona Tarruell | Maria Tona Tarruell |  |  | Rafael Areñas Miret | Rafael Areñas Miret | Rafael Areñas Miret | Rafael Areñas Miret | Rafael Areñas Miret    | Rafael Areñas Miret    |                        |                        |                        |                        | Alejandro Areñas Miret | Alejandro Areñas Miret | Alejandro Areñas Miret | Alejandro Areñas Miret | Alejandro Areñas Miret | Alejandro Areñas Miret |                         |                         | Querubín Areñas Miret   | Querubín Areñas Miret   | Querubín Areñas Miret   | Querubín Areñas Miret   | Querubín Areñas Miret | Querubín Areñas Miret |  |  |  |  |
|  |  |  |  |  |  |                     |                     |                     |                     |                     |                     |  |  |                     |                     |                     |                     |                        |                        |                        |                        |                        |                        |                        |                        |                        |                        |                        |                        |                         |                         |                         |                         |                         |                         |                       |                       |  |  |  |  |
|  |  |  |  |  |  |                     |                     |                     |                     | Rafael Areñas Tona  |                     |  |  |                     |                     |                     |                     |                        |                        |                        |                        |                        |                        |                        |                        |                        |                        |                        |                        |                         |                         |                         |                         |                         |                         |                       |                       |  |  |  |  |

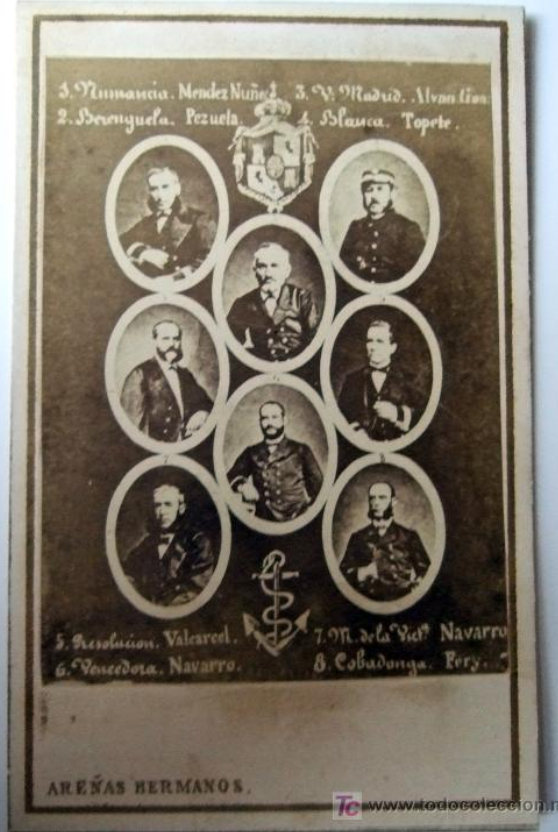
Possitiu "Hermanos Areñas", col·lecció privada.

Els inicis de la seva configuració com a professional de la fotografia té lloc durant la segona meitat del segle xix, període destacat pel que fa a la proliferació de gents, de vegades famílies senceres, dedicades enterament al negoci d'aquest nou llenguatge visual entre els quals destaquen els Fotògrafs Napoleon, Manuel Moliné i Muns i Rafel Albareda, així com Joan Cantó i Esclús. 	
Es creu que Margarita Miret comença a regentar els locals Pla de Palau número 2 i 6 durant la segona meitat dels seixanta després de la mort del pare, encara que ja havien funcionat com a locals destinats a l'àmbit de la fotografia des de 1863 regentat per J. Marriezcurrena i J. Rovira i Cia. Pel que fa a la funcionalitat en Pla de Palau número 2, l'estudi es mou dins l'activitat fotogràfica amb la titularitat de la mare fins al 1887, data en què s'interpreta que s'aparta de l'ocupació per la seva avançada edat, morint temps després en 1889. Notícia de la qual va tindre un fort ressò a la premsa: 
| « | Ha fallecido en Barcelona á la avanzada edad de 75 años, la virtuosa Sra. D.ª Margarita Mirét natural de Vilacárlos, madre de nuestro particular amigo el conocido artista fotógrafo D. Rafael Areñas, á quien y demás hermanos y familia, acompañamos en su justo dolor. | » |

L'activitat econòmica en mans de Rafael Areñas es configura a Pla de Palau 6 i més endavant en el Carrer Hospital número 27 i 29. Durant la segona meitat dels anys seixanta la titularitat de Pla de Palau 6 així com el nom del local va ballant en funció de la personalitat que el regenta. Durant els primers anys es troba a càrrec de la mare però el traspassa al seu fill Rafael sota el nom de Fotografía el Puerto, Fotografia Universo fins al 1872. Tanmateix, no podem rebutjar la hipòtesi que a l'estudi també es trobés la presència de la resta dels germans, com així ho podria reflectir una de les denominacions amb què es dona a conèixer el local: “Hermanos Areñas”. A principis dels setanta Rafael Areñas s'associa amb l'artista Joan V. [Ventura] Bardella al Carrer Llibertat número 6 sota la denominació de Ventura i Areñas.

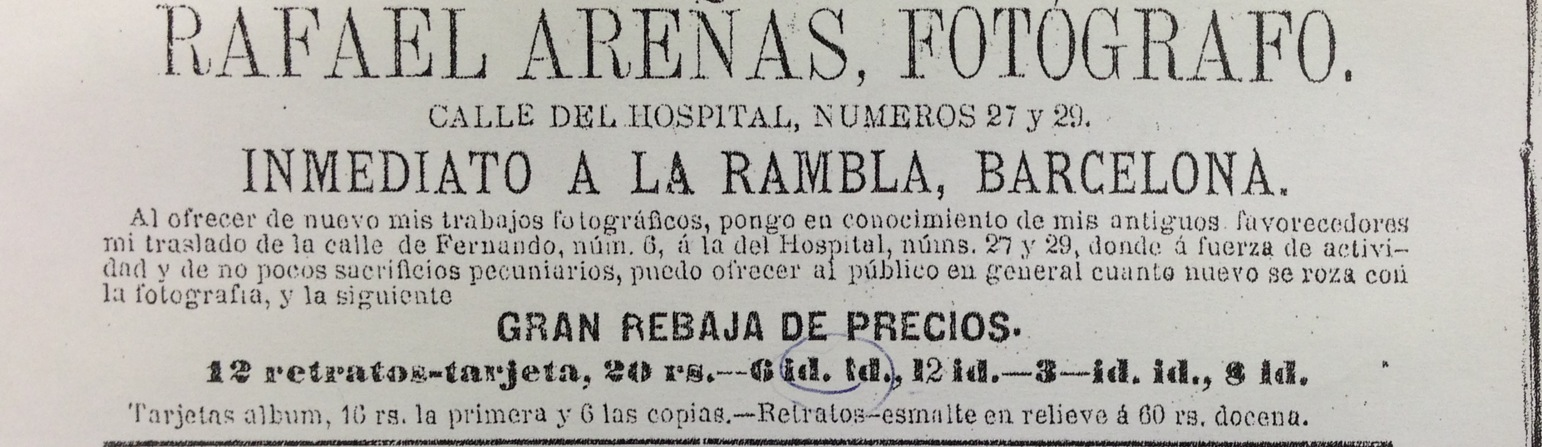
Annunci de Rafael Areñas Miret a una Guia Comercial de l'època

Paral·lelament en aquest període el fotògraf successor Castells s'encarrega de la direcció de l'establiment de Pla de Palau núm. 6, mentre que Rafael en continua sent propietari. Aquest fet dona a pensar en el progressiu ascens de l'estatus de Rafael com a fotògraf professional a l'hora d'establir la seva activitat en dos locals amb la vinculació amb altres socis, així com el fet de tenir un successor reconegut públicament. A partir de 1872 l'estudi passa oficialment a ser regentat per Castells fins a la dècada dels vuitanta, període on es continua la tasca de la mà del fotògraf José Areñas última persona de la qual es té constància que promou l'estudi com a local fotogràfic.
De manera paral·lela al ball de titularitat de Pla de Palau 6, l'activitat professional de Rafael Areñas es desenvolupà en el carrer Hospital 27-29 a partir de 1872, fins a la seva mort prematura amb 43 anys. Durant la seva activitat en aquest local, fa una primera reforma el 1876 on inclou dues galeries fotogràfiques, així com una altra el 1890 a càrrec de Fèlix Urgellès, qui projectà una sala japonista seguint la moda de l'època. La premsa del moment informà sobre la dita modificació:	 
| « | El conocido fotógrafo Rafael Areñas acaba de introducir algunas reformas en su establecimiento que lo colocan en los mejores de su clase, las más notable consiste en un salón de espera de estilo japonés, del mejor gusto en su decorado y mueblaje, como ejecutado bajo la dirección del distinguido artista Don Felix Urgellés. | » |

La mort de Rafael Areñas el 1891 tingué cobertura mediàtica: “Ha fallecido el reputado fotógrafo don Rafel Areñas, uno de los más inteligentes y populares de esta capital. Descansa en paz”. Després de la defunció, la seva esposa Maria Tona Tarruell passà a regentar el local sota el nom de Vídua de Rafael Areñas, fins que el seu fill, Rafael Areñas Tona, que s'havia estat instruint en el món de la fotografia amb el mestratge del reconegut professional Pau Audouard, va posar-se al capdavant de l'empresa esdevenint un personatge important i aclamat per part de la crítica en aquest àmbit.

## Obra
Rafael Areñas va desenvolupar la seva activitat com a fotògraf en solitari al carrer Hospital on trobem la major part de la seva obra, entre la que destaquen les targetes de visita en el seu estudi, una sèrie de retrats de ‘tipos del país', la realització dels carnets per l'Exposició Universal de Barcelona i diferents vistes de Girona ja al final de la seva trajectòria.

### Targetes de visita
Un cop instal·lat al carrer Hospital, el principal motor del seu negoci van ser les targetes de visita. La seva situació pròxima a Les Rambles, on estaven situats la majoria de teatres de l'època com el Gran Teatre del Liceu o el Teatre Principal, va afavorir l'afluència de la clientela, fet que aprofitaven la majoria d'estudis fotogràfics de l'època ubicats al voltant del nucli barceloní.

### Exposició Universal de 1888

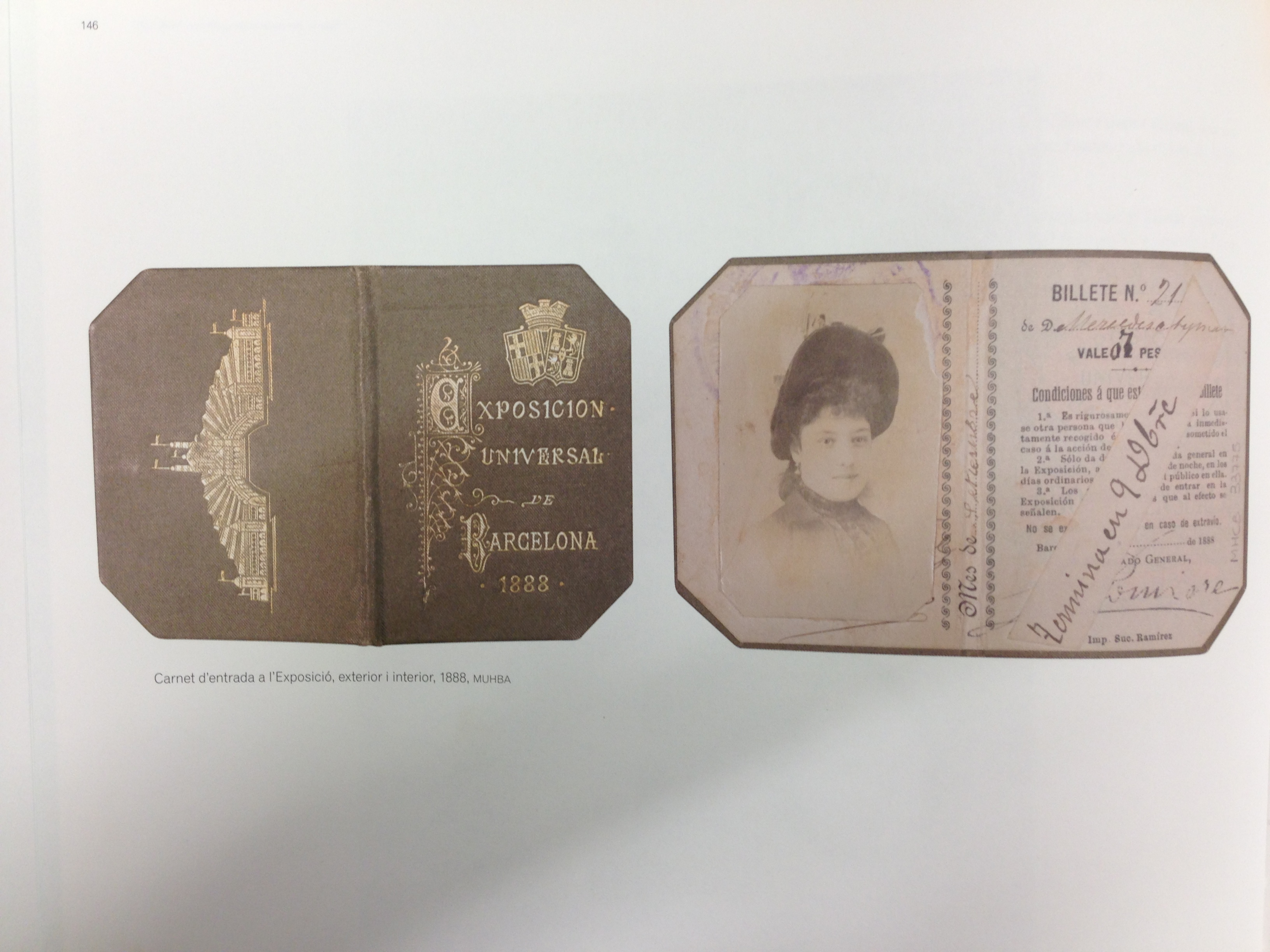
Canet de visita per a l'Exposició Universal de Barcelona (1888)

L'Exposició Universal de 1888 va ser clau per la pràctica fotogràfica a Barcelona. Al voltant d'aquesta hi trobem figures com Pau Audouard, fotògraf oficial del certamen, o Rafael Areñas, que s'encarregava de fotografiar les acreditacions per accedir al recinte de l'exposició, fet que constitueix “una de les primeres aplicacions de la fotografia en l'àmbit identificatiu”. Tal com destaquen els diaris de l'època: “pasan de 7000 los retratos que el conocido fotógrafo Sr. Arenas lleva hechos para carnets de abono (...) de la Exposición Universal”. A més comptava amb un estant propi on va exposar fotografies que li van valdre una medalla de plata.

### Recepció d'obra en premsa
La relació entre fotografia i premsa s'anirà fent cada vegada més estreta a mesura que avança el segle xix. De manera que cada cop més trobem com les fotografies d'Areñas i altres fotògrafs, encara que sigui en forma de gravat, apareixen en premsa. I no només això, sinó que hi llegim també les crítiques a la seva obra. L'Esquella de la Torratxa, la Ilustració Catalana o la Ilustración Hispano Americana seran algunes de les publicacions clau de l'època on trobem referenciades obres d'Areñas com la col·lecció de 'tipos del país' protagonitzada per l'actor de teatre Iscle Soler o a 'Lo Nunci' els retrats de la famosa ballarina Límido del teatre del Bon Retiro l'any 1878, així com les maniobres de Calaf. Va exposar la seva obra en locals tan distingits com la confiteria de Pere Llibre. Cap al final de la seva trajectòria va realitzar una sèrie de vistes de Girona formada pel Pórtico de la Catedral, Cercanías de Gerona, La Escala i Las Lavanderas. Aquesta última és lloada per La Ilustración Hispano Americana en els següents termes: 
| « | Entre el caudal de preciosas vistas de Cataluña que posee el bien reputado fotógrafo barcelonés don Rafael Areñas, merece figurar señaladamente la que hoy ofrecemos como suplemento a nuestros favorecedores. Por demás pintoresco y apacible es el sitio escogido por el artista. La enmarañada arboleda, a través de la cual resaltan las blancas paredes de una casa de campo, la mansedumbre de las aguas del río, las campesians que en aquéllas están lavando la ropa, y los toques luminosos del sol que con su luz esplendorosa ilumina y vivifica la escena, constituyen un cuadro deleitoso en el que se reposa con agrado sumo la mirada | » |

D'altra banda, també al final de la seva trajectòria i seguint la línia de la sèrie de “tipos del país”, realitza "Chulas i Brindis" referenciada a la Ilustración artística amb les següents paraules:
| « | (...) trátase, por el contrario, de una reproducción fotográfica, es decir, de la expresión de la verdad directamente obtenida, con lo que si la obra desmerece un tanto desde el punto de vista de los altos fines artísticos, en cambio gana no poco la persona que sin necesidad de embellecimientos artificiales ha podido, tal cual es, ofrecer al objetivo del aparato fotográfico materia para un verdadero cuadro, como el que la fotografía tan hábilmente hecha por el señor Areñas por sí sola constituye. La belleza y la gracia de las muchachas andaluzas que tantas veces hemos celebrado reproducidas en obras pictóricas, se nos presenta aquí llena de vida, con todo el colorido de la realidad | » |

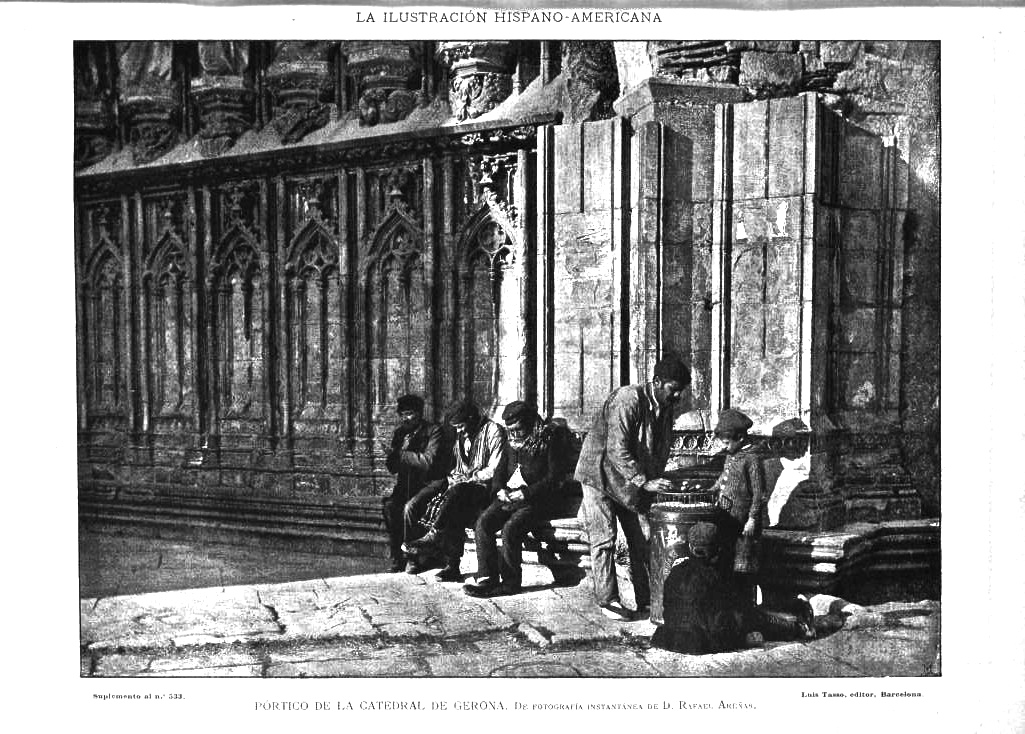
"Pórtico de la Catedral de Gerona", a La Ilustración Hispano-Americana, 18 de enero de 1891, p. 9.
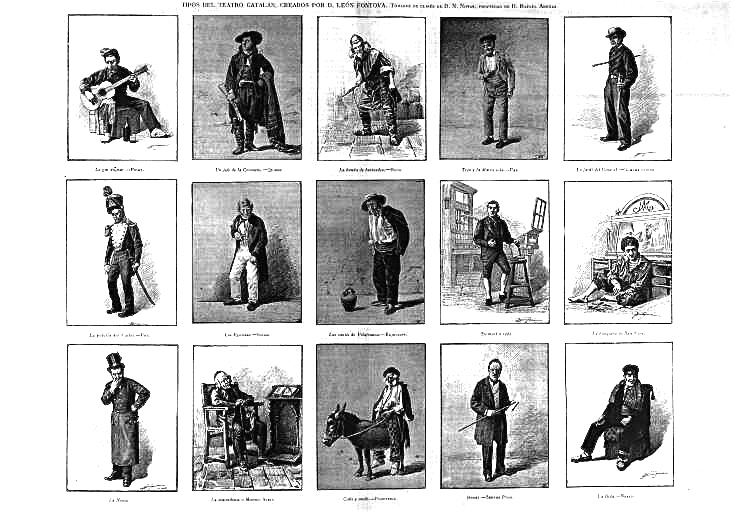
"Tipos del teatro catalán por D. León Fontova" a "La Ilustración Hispano-Americana", 11 de enero de 1891, p. 8.
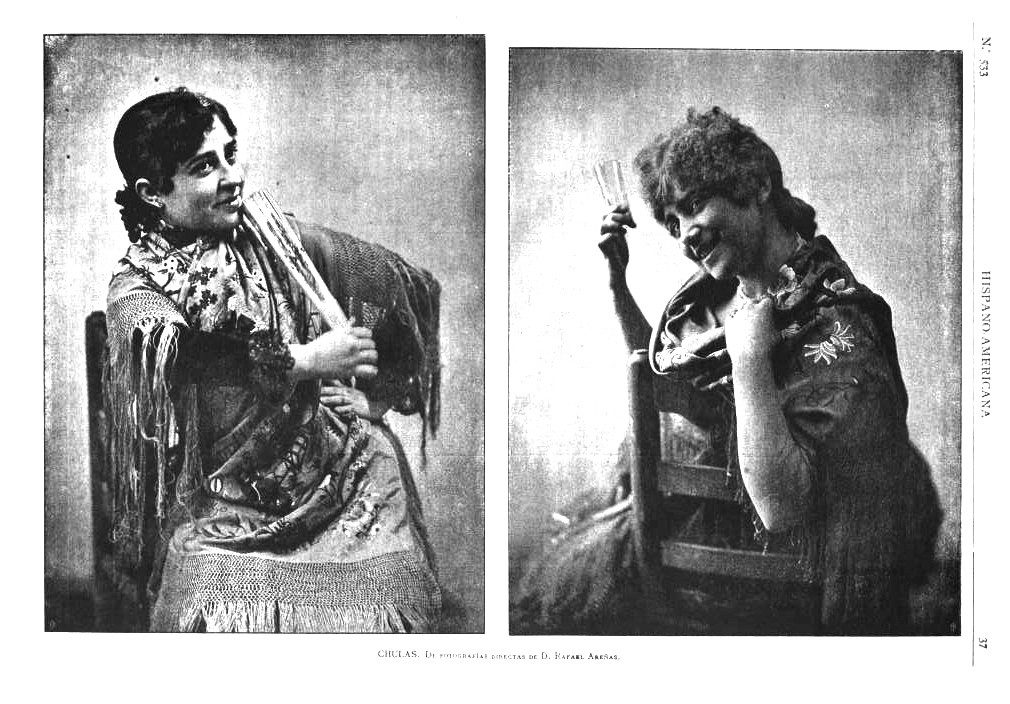
"Chulas" a "La Ilustración Hispano-Americana", 18 de gener de 1891, p. 5.

## Premis i reconeixements
Tal com es reflecteix en els comentaris de premsa, Rafael Areñas fou una figura prestigiada en l'àmbit de la fotografia fet que s'evidencia d'altra banda pel reconeixement oficial que rebé participant en certàmens tant nacionals com internacionals. Des de l'inici de la seva activitat en solitari a l'estudi de carrer Hospital, obté la seva primera medalla a l'Exposició Universal de París de 1878. A partir d'aquest moment els títols i condecoracions se succeiran ininterrompudament fins al final de la seva trajectòria professional, d'entre els quals destaquen les medalles obtingudes a Cuba el 1881, Amsterdam i Bordeus el 1882, Barcelona el 1888 i de nou París el 1889. Pel que fa als títols fou nomenat Fotógrafo de la Real Casa l'any 1883, Caballero de la Real Orden de Isabel la Católica el 1886, fotògraf de la Reina Regent des de 1888, a més de formar part de la Société française de photographie des de 1880. Ell mateix es fa ressò d'aquest èxit en els seus anuncis així com ho destaquen les publicacions de l'època: “el señor Areñas ha merecido muchas y honrosas distinciones nacionales y extranjeras por los notables trabajos fotográficos que salen de sus talleres.”